# Luca Canali
Pour les articles homonymes, voir Canali.
Luca Canali, né le 3 septembre 1925 à Rome et mort le 8 juin 2014, est un écrivain et un poète italien.

## Biographie
Luca Canali est né à Rome. Professeur de littérature latine, il avait déjà commencé sa carrière en tant que traducteur. Parmi ses œuvres on trouve Un'altra stagione (1959), La deriva (1979), Il naufragio (1983), Toccata e fuga (1984). Père de deux filles et veuf, il est mort le 8 juin 2014 à l'âge de 88 ans.